# Marek Czarnecki (fotograf)
Marek Czarnecki (ur. 1956 w Jeleniej Górze) – polski artysta fotografik uhonorowany tytułem Artist Digigraphie. Doktor sztuki filmowej w dziedzinie fotografii. Członek rzeczywisty Związku Polskich Artystów Fotografików. Członek The Master Photographer Association (UK). Członek International Association of Panoramic Photographers (USA). Członek British Instiitute of Professional Photography (UK). Członek Federacji Europejskich Fotografów (Belgia).

## Życiorys
Marek Czarnecki, doktor sztuki filmowej (doktorat na Wydziale Operatorskim i Realizacji Telewizyjnej w Państwowej Wyższej Szkole Filmowej, Telewizyjnej i Teatralnej im. Leona Schillera w Łodzi, związany z kujawsko-pomorskim środowiskiem fotograficznym – mieszka, pracuje, tworzy w Toruniu. Twórczość fotograficzna Marka Czarneckiego to przede wszystkim fotografia abstrakcyjna, fotografia architektury, fotografia dokumentacyjna, fotografia krajobrazowa (krajoznawcza), fotografia kreacyjna, fotografia martwej natury, fotografia portretowa, fotografia przemysłowa oraz fotografia reklamowa (m.in panoramiczna). Miejsce szczególne w jego twórczości zajmuje fotografia panoramiczna – panoramy cylindryczne, gigapanoramy, panoramy sferyczne. 
Marek Czarnecki jest autorem wielu wystaw fotograficznych; autorskich, zbiorowych oraz pokonkursowych – w Polsce i za granicą. Jego fotografie były wielokrotnie doceniane licznymi akceptacjami, medalami, nagrodami, wyróżnieniami, dyplomami, listami gratulacyjnymi. Stowarzyszenia The Master Photographers Association oraz The British Institute Professional Photography przyznały mu łącznie osiem brytyjskich fotograficznych statuetek Oskara. W 1989 został przyjęty w poczet członków rzeczywistych Związku Polskich Artystów Fotografików (legitymacja nr 644). W latach 2013–2019 pełnił funkcję prezesa Zarządu Okręgu Kujawsko-Pomorskiego Związku Polskich Artystów Fotografików oraz w latach 2012–2017 wiceprezesa Zarządu Głównego Związku Polskich Artystów Fotografików. Jest członkiem The Master Photographer Association, International Association of Panoramic Photographers, British Instiitute of Professional Photography oraz Federacji Europejskich Fotografów.
W 2014 został uhonorowany Medalem „Thorunium” przez Prezydenta Miasta Torunia. W tym samym roku został laureatem Nagrody Marszałka Województwa Kujawsko-Pomorskiego – za twórczość fotograficzną i pracę na rzecz fotografii. W 2022 odznaczony Odznaką honorową „Zasłużony dla Kultury Polskiej”.

## Uzyskane kwalifikacje
- Egzamin państwowy i uzyskane świadectwa operatora drona VLOS (2017);
- Obrona pracy i uzyskany tytuł doktora sztuki filmowej w dziedzinie fotografii w Państwowej Wyższej Szkole Filmowej Telewizyjnej i Teatralnej im. Leona Schillera w Łodzi, na Wydziale Operatorskim i Realizacji Telewizyjnej (2016);
- Certyfikat Digigraphie oraz tytuł Artist Digigraphie przyznany przez firmę EPSON w Japonii (2011);
- Certyfikatu zawodowego Qualified European Photographer Certificate QEP Advertisin – Federation European Photographers (Belgia 2002);
- Tytuł Associateship – British Institute of Profesional Photography (UK 2002);
- Tytuł Associateship – British Institute of Profesional Photography (UK 2000);
- Dyplom oraz tytuł Artysty Fotografika – Radą Artystyczną Związku Polskich Artystów Fotografików (1989);

Źródło.

## Odznaczenia i nagrody
- Medal „Thorunium” (2014)[17];
- Nagroda Marszałka Województwa Kujawsko-Pomorskiego – za twórczość fotograficzną i pracę na rzecz fotografii;
- Nagroda Kulturalny Krawat oraz tytuł Artysty Roku w plebiscycie portalu Kulturalny Toruń[17];
- Odznaka honorowa „Zasłużony dla Kultury Polskiej” (2022)[19];

## Nagrody – brytyjskie statuetki Oskara
Marek Czarnecki jest ośmiokrotnym zdobywcą brytyjskiej statuetki Oskara, prestiżowej nagrody przyznawane przez Master Photography Association w Wielkiej Brytanii, będącej wizytówką wszystkiego co najlepsze we współczesnej fotografii profesjonalnej – przyznawanej twórcom obrazu fotograficznego za kreatywność i przekraczanie granic, wysokie walory artystyczne, najwyższą jakość techniczną.

### Statuetki przyznano w kategoriach
- Landscape, travel, Nature & Wildlife – za zdjęcie nadmorskiego krajobrazu (2014);
- Fine Art. & Pictoral – diamentowa statuetka Oskara – za zdjęcie z projektu Nasz Bezpieczny Świat (2012);
- David Facey Memmorial – za zdjęcie z projektu Nasz Bezpieczny Świat (2011);
- Pictorial, Ilustartive & Fine Art – za zdjęcie z projektu Nasz Bezpieczny Świat (2011);
- Pictorial / Illustrative oraz błękitna wstążka – za najbardziej intrygujący obraz roku (2005);
- Commercial / Adverising – za zdjęcie reklamowe producenta sprzętu medycznego (2004);
- Illustrative – za zdjęcie basenu w hotelu Marriott (2003);
- Commercial & Industrial – za zdjęcie reklamowe Light chair (2002);

Źródło.

## Wybrane wystawy indywidualne
- W gościnie u Kopernika (Galeria Artus Toruń, Polska 2024)[22]
- Zagubiony Świat (Wirtualna „Galeria 21 Wieku” Toruń, Polska 2022)[23];
- Nasz (nie) bezpieczny świat (BWA Kielce, Polska 2020)[24];
- Nasz bezpieczny świat (Polska 2019)[25];
- Wielki Makro Świat (Polska 2019)[26];
- Nasz Niebezpieczny Świat (Polska 2018)[27];
- Kształt Wody (Polska 2018)[28];
- Żaglowce Świata (Polska 2017, 2018)[29];
- Toruń niewidzialny (Polska 2017)[14];
- Toruńczycy z wyboru (Polska 2017);
- Polskie miasta (Brazylia 2016);
- Przestrzenie Kujawsko-Pomorskie w 3D (Polska 2016)[12];
- Panorama in XXL (Polska 2015);
- Spaces 3D (Polska, Mediolan 2015);
- Alba Julia in panoramas (Rumunia 2015);
- Most (Toruń, Polska 2013);
- Nasz Bezpieczny Świat (Toruń, Polska 2013)[27];
- Infrared Moscow (Moskwa, Rosja 2013);
- O roku ów (Polska 2013);
- Przenikanie – Muzeum Fotografii (Bydgoszcz, Polska 2012)[1];
- Fisheye is not wide enought (Rumunia 2012);
- Painting with light – Nova Zagora (Sofia, Bułgaria 2012);
- Fisheye is not wide enought – Nova Zagora (Sofia, Bułgaria 2012);
- Toruń niewidzialny – Nova Zagora (Sofia, Bułgaria 2011);
- Wojna Mediów – Nova Zagora (Sofia, Bułgaria 2011);
- Pampeluna w panoramach (Toruń, Polska 2011);
- Zagubiony Świat (Toruń, Polska 2011);
- Wojna Mediów (Kijów, Ukraina 2010);
- Toruń niewidzialny – Muzeum Podróżników im. Tony'ego Halika (Toruń, Polska 2010);
- Tam gdzie rosną kanarki i nie tylko – Muzeum Podróżników im. Tony'ego Halika (Toruń, Polska 2008);
- Toruń w panoramach (Cadca, Słowacja 2007);
- Panoramas of Toruń (Pamplona, Hiszpania 2006);
- Wojna Mediów – Mała Galeria ZPAF (Warszawa, Polska 2005)[8];
- Wojna Mediów (Koszalin, Polska 2005);
- Wojna Mediów (Warszawa, Polska 2004);
- Fotografia reklamowa i panoramiczna (Oberhausen, Niemcy 2004);
- Panoramy Torunia (Swindon, UK 2004);
- Katedra Gnieźnieńska w panoramach (Gniezno, Polska 2004);
- Wojna Mediów (Toruń, Polska 2003);
- Panoramy Torunia (Toruń, Polska 2003);
- W krainie przedmiotu (Warszawa, Kielce, Gdynia, 2000 - 2001);
- Fotografia autorska (Ryga, Łotwa 1990);
- Fotografia autorska (Kraków, Polska 1989);

Źródło.

## Projekty fotograficzne
- Miasta Kujaw i Pomorza – pionowo, panoramicznie, z drona;
- Wielki Makro Świat;
- Nasz Niebezpieczny Świat;
- Kujawsko-Pomorskie panoramy Wisły;
- Przestrzenie Kujawsko-Pomorskie 3D;
- 2000 lat przed – 2000 lat po;
- Toruńczycy z wyboru;
- Nasz Bezpieczny Świat;
- Toruń XXL;
- Wieloportrety osobiste;
- Żaglowce świata;
- Zagugiony świat;
- Największe elektrownie ...;
- Wojna Mediów;
- O roku ów;

Źródło.

## Publikacje (albumy i wydawnictwa autorskie)
- Miasta Kujaw i Pomorza – pionowo, panoramicznie, z drona (2019);
- Kujawsko-Pomorskie panoramy Wisły (2018);
- Nasz Bezpieczny Świat (2016);
- Przestrzenie Kujawsko-Pomorskie w 3D (2015);
- The Best of Panoramas (Niemcy 2009);
- Herbs and Spices (Niemcy 2009);
- Berlin (Niemcy 2009);
- Dubai (Niemcy 2009):
- Koeln (Niemcy 2009);
- Herbs & Spices (Niemcy 2009);
- Nuremberg (Niemcy 2009);
- Stuttgart (Niemcy 2009);
- Polen of panoramic (Niemcy 2009);
- Tall Ships (Niemcy 2009);
- Nature Black and White (Niemcy 2009);
- Toruń (Polska 2006);
- Szlak Piastowski (Polska 2005);
- Wojna Mediów (Polska 2004);
- Marriot (Polska 2003);
- Gniezno. Katedra Prymasowska (Polska 2003);
- Centrum Kultury Dwór Artusa w Toruniu (Polska 2003);
- Panoramy Torunia (Polska 2003);

Źródło.